# Mujeres asesinas (serie de televisión mexicana)

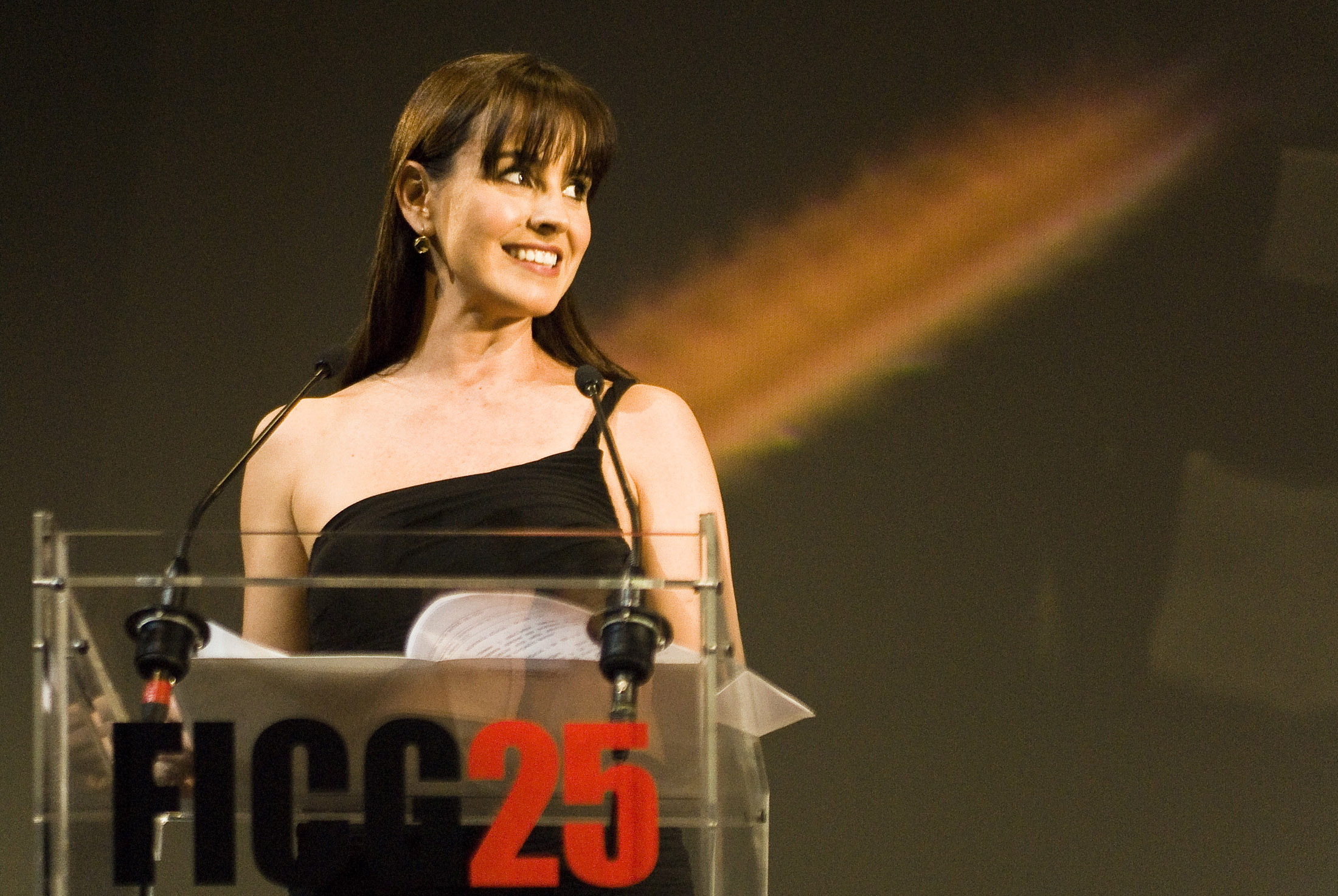
Alejandra Barros en la entrega del Premio Guadalajara a Rodrigo García, director de la película "Mother & Child", en el marco de las actividades del Festival Internacional de Cine de Guadalajara en su edición 25. 17 de marzo de 2010. Guadalajara, México. © Cortesía FICG25 / Gonzalo García Ramírez.

Mujeres asesinas es una serie de televisión mexicana, producida por Pedro Torres, director de Mediamates, en sociedad con Televisa. Es una adaptación de la serie argentina Mujeres asesinas. El formato de la serie presenta en cada capítulo un caso diferente acerca de una o varias mujeres que cometen un asesinato.
Se han transmitido dos temporadas y la tercera empezó el 21 de septiembre de 2010 por TVC y Canal 5 a su vez su estreno en Estados Unidos fue a través de Univision

## Sinopsis
Mujeres asesinas es una serie que presenta el lado oscuro de mujeres que, tras haber estado sometidas a maltratos o abusos, terminan convirtiéndose en crueles asesinas. Esta serie es una riquísima indagación psicológica acerca de los modos en que la violencia y la muerte se apropian de la mente femenina.

### DIEM
El Departamento de Investigación Especializado en Mujeres (DIEM), es una institución de alta tecnología y profesionalidad con policías capacitados para enfrentar y resolver crímenes en los que la asesina fue también víctima.
Dicho departamento se encarga de encontrar respuestas, comprender y ayudar a estas mujeres quienes son culpables o simplemente víctimas de su destino. Cada episodio muestra un caso distinto donde una mujer comete un asesinato. Las mujeres que llegan al DIEM, tras profundas investigaciones, son mujeres que han matado y saben que merecen castigo, pero tuvieron diferentes motivaciones para llegar a matar. Mujeres asesinas que, finalmente, habrán de rendir cuentas.
Primera temporada
- Rosa María Bianchi es la doctora Sofía Capellán.
- Mauricio Castillo es el doctor Gerardo Trejo.
- Renato Bartilotti es el teniente Humberto Camacho.
- Paola Hinojos es la teniente Isabel Medina.
- Laisha Wilkins es la teniente Lucía Álvarez.
- Pablo Valentín es el doctor Fernando Sáenz.

Segunda y tercera temporada
- Rosa María Bianchi es la doctora Sofía Capellán.
- Mauricio Castillo es el doctor Gerardo Trejo.
- Wideth Gabriel es la teniente Camila Aranda.
- Ricardo Franco es el teniente Alberto Morán.

## Capítulos

### Primera temporada
- Leticia Calderón: Sonia, desalmada
- Irán Castillo: Mónica, acorralada
- Isela Vega: Margarita, ponzoñosa
- Alejandra Barros: Jessica, tóxica
- Nailea Norvind: Martha, asfixiante
- Natalia Esperón: Claudia, cuchillera
- Damayanti Quintanar: Patricia, vengadora
- Lucía Méndez: Cándida, esperanzada
- María Rojo: Emilia, cocinera
- Itatí Cantoral: Sandra, trepadora
- Daniela Romo: Cristina, rebelde
- Cecilia Suárez: Ana, corrosiva
- Verónica Castro: Emma, costurera

### Segunda temporada
- Edith González: Clara, fantasiosa
- Patricia Navidad, Galilea Montijo y Ana Brenda Contreras: Las Garrido, codiciosas
- Sherlyn: Laura, confundida
- Karyme Lozano y Elsa Pataky: Ana y Paula, ultrajadas
- Daniela Castro: Rosa, heredera
- Patricia Reyes Spíndola: Tita Garza, estafadora
- Angélica Vale y Angélica María: Julia, encubridora
- Angelique Boyer: Soledad, cautiva
- Nuria Bages: Ofelia, enamorada
- Adriana Fonseca: Cecilia, prohibida
- María Sorté: María, pescadera
- Susana González: Tere, desconfiada
- Carmen Salinas: Carmen, honrada

### Tercera temporada
- Jacqueline Bracamontes: Irma, de los peces
- Rocío Banquells: Elena, protectora
- Zuria Vega: Azucena, liberada
- Yolanda Andrade y Aleida Núñez: Elvira y Mercedes, justicieras
- Dulce María: Eliana, cuñada
- Diana Bracho, Maite Perroni y Luz María Aguilar: Las Blanco, viudas
- Ana Bertha Espín: Thelma, impaciente
- Belinda e Issabela Camil: Annette y Ana Nobles
- Kika Edgar: Paula, bailarina
- Aislinn Derbez: Marta, manipuladora
- Dominika Paleta: María, fanática
- Cynthia Klitbo y Giselle Blondet: Luz, arrolladora
- Leticia Perdigón: Maggie, pensionada
- María Rojo, Patricia Reyes Spíndola y Pilar Pellicer,: Las Cotuchas, empresarias

## Temas de entrada
- Primera temporada: Tema incidental de Mujeres asesinas
- Segunda Temporada: "Que emane", interpretado por Gloria Trevi.
- Tercera temporada: "Un alma perdida", interpretado por Ana Bárbara, y "Con las manos atadas", interpretado por Yuri, alternados en cada episodio.

## Premios y nominaciones

### Premios TVyNovelas
2009
- Mejor serie hecha en México - Mujeres Asesinas - Ganador

2012
- Mejor serie hecha en México - Mujeres Asesinas 3 - Nominado

### Premios Bravo 2009
| Categoría                 | Nominado(a)   | Resultado |
| ------------------------- | ------------- | --------- |
| Mejor actuación femenina  | Kika Edgar    | Ganadora  |
| Mejor actuación masculina | Odiseo Bichir | Ganador   |
| Mejor programa unitario   | Pedro Torres  | Ganador   |

### Premios People en Español
2009
- Mejor Serie de televisión - Mujeres Asesinas - Ganador

2010
- Mejor Actuación en Serie de televisión - Edith González, Clara Fantasiosa - Ganador
- Mejor serie de TV - Mujeres Asesinas 2 - Ganador

2011
- Mejor serie de televisión - Mujeres Asesinas 3 - Ganador
- Mejor Actuación en serie de televisión - Diana Bracho, Las Blanco Viudas - Ganador
- Mejor Actuación en serie de televisión - Giselle Blondet, Luz Arrolladora - Nominado